# Juan Pablo Vargas
Juan Pablo Vargas (Sarchí, 6 juni 1995) is een Costa Ricaanse profvoetballer die als centrale verdediger speelt voor Categoría Primera A-club Millonarios en het nationale team van Costa Rica.

## Clubcarrière
Vargas, geboren in Sarchí, Alajuela, doorliep de jeugdopleiding van Alajuelense en werd in 2013 door coach Óscar Ramírez naar het eerste elftal overgeheveld. Hij maakte zijn debuut in de Costa Ricaanse beker en scoorde al snel zijn eerste professionele doelpunt. In de daaropvolgende jaren was hij voornamelijk een reservespeler bij Alajuelense en speelde hij slechts sporadisch in competitiewedstrijden. 
In juni 2016 tekende Vargas een contract bij Club Sport Herediano en werd uitgeleend aan Belén FC, waar hij een onbetwiste basisspeler was en vier doelpunten maakte. Na zijn terugkeer bij Herediano in 2017 werd hij een vaste waarde en speelde hij een belangrijke rol in het team.
In augustus 2018 ging Vargas op uitleenbasis naar Deportes Tolima, waar hij na een blessureperiode een vaste basisspeler werd. In januari 2020 vertrok hij op uitleenbasis naar Millonarios en na een succesvol jaar werd hij definitief overgenomen. Vargas heeft zich bij Millonarios ontwikkeld tot een van de beste verdedigers in de Colombiaanse competitie en speelde een cruciale rol toen het team de finale van de Colombiaanse beker bereikte in 2022.

## Interlandcarrière
Vargas maakte zijn debuut voor Costa Rica op 15 januari 2017 tijdens de Copa Centroamericana, in een 3-0 overwinning tegen Belize. Zijn eerste doelpunt voor het nationale team scoorde hij op 30 maart 2022 in een kwalificatiewedstrijd voor het WK 2022 tegen de Verenigde Staten, waarin hij de openingstreffer maakte in een 2-0 overwinning.
In november 2022 werd Vargas opgenomen in de selectie van Costa Rica voor het WK voetbal 2022. Hij maakte zijn debuut in het toernooi op 1 december, als basisspeler in een wedstrijd tegen Duitsland. Ondanks een 4-2 nederlaag, scoorde hij het tweede doelpunt voor zijn land.
Op 4 juli 2023 maakte Vargas op de Gold Cup 2023 zijn derde doelpunt voor Costa Rica in derde en met 6-4 gewonnen groepswedstrijd tegen Martinique. 

## Clubstatistieken
| Seizoen         | Club                 | Competitie          | Competitie | Competitie | Beker | Beker | Internationaal | Internationaal | Overig | Overig | Totaal | Totaal |
| Seizoen         | Club                 | Competitie          | Wed.       | Dlp.       | Wed.  | Dlp.  | Wed.           | Dlp.           | Wed.   | Dlp.   | Wed.   | Dlp.   |
| --------------- | -------------------- | ------------------- | ---------- | ---------- | ----- | ----- | -------------- | -------------- | ------ | ------ | ------ | ------ |
| 2013/14         | Alajuelense          | Liga FPD            | 0          | 0          | 2     | 1     | 0              | 0              | 0      | 0      | 2      | 1      |
| 2014/15         | Alajuelense          | Liga FPD            | 1          | 0          | 0     | 0     | 0              | 0              | 0      | 0      | 1      | 0      |
| 2015/16         | Alajuelense          | Liga FPD            | 5          | 0          | 1     | 0     | 0              | 0              | 0      | 0      | 6      | 0      |
| 2016/17         | → Belén FC           | Liga FPD            | 34         | 4          | 0     | 0     | 0              | 0              | 0      | 0      | 34     | 4      |
| 2017/18         | Club Sport Herediano | Liga FPD            | 29         | 3          | 0     | 0     | 2              | 0              | 0      | 0      | 31     | 3      |
| 2018            | → Deportes Tolima    | Categoría Primera A | 0          | 0          | 0     | 0     | 0              | 0              | 0      | 0      | 0      | 0      |
| 2019            | → Deportes Tolima    | Categoría Primera A | 17         | 0          | 1     | 0     | 2              | 0              | 1      | 0      | 21     | 0      |
| 2020            | → Millonarios        | Categoría Primera A | 21         | 1          | 0     | 0     | 4              | 0              | 0      | 0      | 25     | 1      |
| 2021            | Millonarios          | Categoría Primera A | 35         | 0          | 2     | 0     | 0              | 0              | 0      | 0      | 37     | 0      |
| 2022            | Millonarios          | Categoría Primera A | 33         | 2          | 5     | 0     | 2              | 0              | 0      | 0      | 40     | 2      |
| 2023            | Millonarios          | Categoría Primera A | 19         | 2          | 0     | 0     | 9              | 0              | 0      | 0      | 28     | 2      |
| Carrière totaal | Carrière totaal      | Carrière totaal     | 194        | 12         | 11    | 1     | 19             | 0              | 1      | 0      | 225    | 13     |

## Interlandstatistieken
| Land       | Jaar   | Duels | Goals |
| ---------- | ------ | ----- | ----- |
| Costa Rica | 2017   | 1     | 0     |
| Costa Rica | 2018   | 1     | 0     |
| Costa Rica | 2019   | 2     | 0     |
| Costa Rica | 2020   | 1     | 0     |
| Costa Rica | 2021   | 0     | 0     |
| Costa Rica | 2022   | 9     | 2     |
| Costa Rica | 2023   | 7     | 1     |
| Costa Rica | 2024   | 5     | 0     |
| Totaal     | Totaal | 26    | 3     |

 Bijgewerkt tot en met 2 juli 2024 